# WTA Challenger de Cancún
O WTA Challenger de Cancún – ou Cancún Tennis Open, atualmente – é um torneio de tênis profissional feminino, de nível WTA 125.
Realizado em Cancún, no sudeste do México, estreou em 2025. Os jogos são disputados em quadras duras durante o mês de fevereiro.

## Finais

### Simples
| Ano  | Campeã          | Vice-campeã      | Resultado |
| ---- | --------------- | ---------------- | --------- |
| 2025 | Emiliana Arango | Carson Branstine | 6–2, 6–1  |

### Duplas
| Ano  | Campeãs                   | Vice-campeãs                          | Resultado |
| ---- | ------------------------- | ------------------------------------- | --------- |
| 2025 | Maya Joint Taylah Preston | Aliona Bolsova Yvonne Cavallé-Reimers | 6–4, 6–3  |